# Clorindo Testa
Pour les articles homonymes, voir Testa.
Clorindo Manuel José Testa (né le 10 décembre 1923 à Naples – mort le 11 avril 2013 à Buenos Aires) est un architecte et artiste argentin d'origine italienne. Il est un des pionniers de l'architecture brutaliste en Argentine.
On lui doit la Bibliothèque nationale de la République argentine, le bâtiment de la Banque de Londres à Buenos Aires, et il a participé à la réforme du Museo Nacional de Artes Visuales à Montevideo (Uruguay).